# Holyoke (Colorado)
Holyoke is een plaats (city) in de Amerikaanse staat Colorado, en valt bestuurlijk gezien onder Phillips County.

## Demografie
Bij de volkstelling in 2000 werd het aantal inwoners vastgesteld op 2261.
In 2006 is het aantal inwoners door het United States Census Bureau geschat op 2291, een stijging van 30 (1,3%).

## Geografie
Volgens het United States Census Bureau beslaat de plaats een oppervlakte van
4,5 km², geheel bestaande uit land. Holyoke ligt op ongeveer 1143 m boven zeeniveau.

## Plaatsen in de nabije omgeving
De onderstaande figuur toont nabijgelegen plaatsen in een straal van 48 km rond Holyoke.